# Вулиця Єрмака (Київ, Залізничний район)
Ву́лиця Єрмака́ — зникла вулиця, що існувала в Залізничному районі (нині — Солом'янському) міста Києва, місцевість Солом'янка. Пролягала від вулиці Кудряшова до Кавказької вулиці.
Прилучалися провулок Ярослава Хомова, Бригадирська вулиця та Єрмака.

## Історія
Виникла наприкінці 90-х років XIX століття під назвою Отділенська ву́лиця. З 1938 року — вулиця Єрмака, на честь козацького отамана Єрмака Тимофійовича (назву підтверджено 1944 року). На карті 1943 року позначена як Солом'янська. 
Ліквідована 1977 року у зв'язку зі знесенням навколишньої малоповерхової забудови та переплануванням Солом'янки.
З 1977 по 2024 роки в промисловій зоні Петрівка існувала вулиця під такою ж назвою (нині вулиця Михайла Гориня).